# Bernard W. Rogers

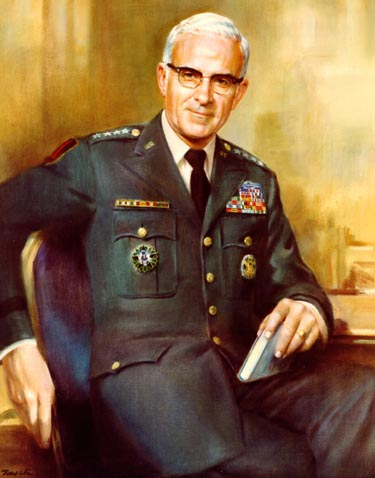
Bernard W. Rogers

Bernard William Rogers (* 16. Juli 1921 in Fairview, Kansas; † 27. Oktober 2008 in Falls Church, Virginia) war ein General der US Army, war von 1976 bis 1979 der 28. Chief of Staff of the Army, hatte von 1979 bis 1987 das Kommando über das US European Command inne und war zugleich der 8. Supreme Allied Commander Europe.

## Militärische Laufbahn

### Ausbildung und erste Verwendungen
Rogers studierte ein Jahr lang an der Kansas State University und wechselte, nachdem er eine Zulassung erhalten hatte, 1940 an die US Military Academy in West Point. Er schloss die Akademie im Juni 1943 als Second Lieutenant ab und wurde danach in Fort Benning an der US Army Infantry School zum Infanterieoffizier ausgebildet. Rogers wurde im Dezember 1943 zum vorläufigen First Lieutenant befördert und diente bis 1944 im 275. US-Infanterieregiment. Danach kehrte er nach West Point an die Akademie zurück und lehrte dort bis 1946 Wirtschaft, Regierung und Geschichte. In dieser Verwendung wurde er im Februar 1945 zum vorläufigen Captain befördert. Von 1946 bis 1947 diente Rogers als Stabsoffizier beim Hochkommissar von Österreich und des Kommandeurs der 7. US-Armee. Nach dem Ende des Zweiten Weltkrieges studierte Rogers 1947 als Rhodes-Stipendiat an der University of Oxford in England. Er schloss diese 1950 mit einem Bachelor of Arts in Philosophie, Politik und Wirtschaft ab. Während seines Studiums in Oxford wurde er in den permanenten Rang eines Captain befördert.

### Stabsverwendungen
Nach dem Abschluss in Oxford diente von 1950 bis 1951 Rogers als Stabsoffizier beim Kommandeur der Feldtruppen der US Army. In dieser Verwendung wurde er im Juli 1951 zum vorläufigen Major befördert. 1952 absolvierte er die Fortgeschrittenen Kurs der Infantry School in Fort Benning und wurde von 1952 bis 1953 nach Korea versetzt und kommandierte dort das 3. Bataillon des 9. US-Infanterieregiments. Im August 1953 wurde er zum vorläufigen Lieutenant Colonel befördert. Von 1953 bis 1954 diente er als Stabsoffizier beim Kommandeur des Kommandos der Vereinten Nationen für Korea und Stabsnachrichtendienstoffizier des Kommandos. 1955 kehrte Rogers in die Vereinigten Staaten zurück und absolvierte in Fort Leavenworth, Kansas, das Command and General Staff College. Danach kommandierte er von 1955 bis 1956 das 1. Bataillon des 23. US-Infanterieregiments und diente bis 1958 in der Koordinationsabteilung im Büro des Chief of Staff of the Army (CSA). Von 1958 bis 1959 diente er als Erster Offizier und Seniorberater des CSA. Während dieser Verwendung wurde er im Januar 1959 zum permanenten Major und im September zum vorläufigen Colonel befördert. Er erhielt die Möglichkeit das US Army War College zu absolvieren und schloss dies 1960 ab. Danach übernahm er von 1960 bis 1961 das Kommando über die in Europa stationierte 1. Kampfgruppe des 19. US-Infanterieregiments, 24th Infantry Division. Bis 1962 diente er in derselben Division als Stabschef und als Kommandeur der operativen Abteilung der United States Army Europe.

### Generalstabsdienst
Als er 1962 wieder in die Vereinigten Staaten zurückgekehrt war, übernahm er bis 1966 den Posten als militärischer Assistent und Erster Offizier des Vorsitzenden des Vereinigten Generalstabs. Im Januar 1964 wurde Rogers schließlich zum permanenten Lieutenant Colonel und im Oktober 1966 zum vorläufigen Brigadier General befördert. Von 1966 bis 1967 absolvierte er seine Dienstzeit (tour of duty) im Vietnamkrieg und diente dort als assistierender Divisionskommandeur der 1st Infantry Division. Er kehrte danach abermals nach West Point an die Akademie zurück und übernahm bis 1969 den Posten des Kommandanten der Kadetten. In dieser Funktion wurde er im Juni 1968 zum permanenten Colonel befördert.

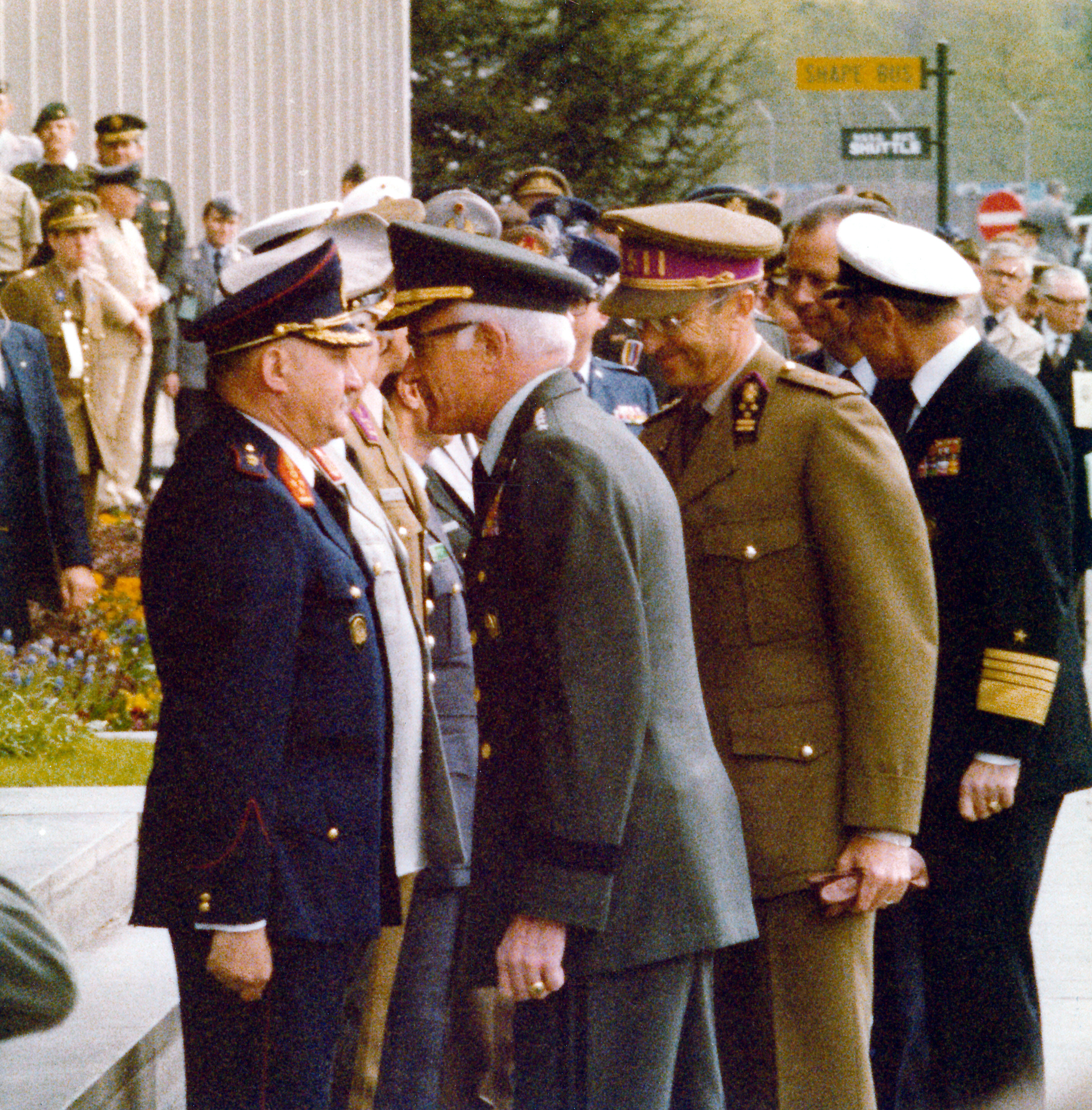
General Rogers bei einem Besuch von König Baudouin und nationalen Militärvertretern und dem nationalen Vertreter der belgischen Gendarmerie im SHAPE

Danach übernahm er von 1969 bis 1970 das Kommando über die 5th Infantry Division und auch über den Stützpunkt Fort Carson. Im Februar 1970 wurde er zum vorläufigen Major General und im August 1971 zum permanenten Brigadier General befördert. Während er von 1972 bis 1974 als stellvertretender Stabschef der Army für Personal diente, wurde er im November 1972 zum vorläufigen Lieutenant General und im Juni 1973 zum permanenten Major General befördert.
Im November 1974 wurde Rogers schließlich zum vorläufigen General befördert und übernahm von 1974 bis 1976 das Kommando des US Army Forces Command in Fort McPherson. Am 1. Oktober 1976 wurde Rogers zum 28. Chief of Staff of the Army ernannt. Diesen Posten hatte er bis zum 21. Juni 1979 inne. In seiner Amtszeit wurde die Army zu einer 24 Divisionen umfassenden Streitmacht umgewandelt und ein Modernisierungsprozess in Gang gesetzt, der u. a. den Lebensstandard der Soldaten erhöhen sollte. Am 1. Juli 1979 wurde Rogers zum 8. Supreme Allied Commander Europe ernannt und übernahm bereits zuvor, 27. Juni, das US European Command. In dieser Funktion diente er bis zum 26. Juni 1987 und trat in den Ruhestand. In diese Zeit fiel auch die Kießling-Affäre, wobei Rogers den Stein ins Rollen brachte, als er Kießling als Fehlbesetzung bezeichnete.
Rogers war seit 1944 mit Ann Ellen Jones verheiratet.

## Auszeichnungen
Seine Auszeichnung umfassen u. a.: das Distinguished Service Cross, die Defense Distinguished Service Medal, den Silver Star, das Legion of Merit mit dreifachem Eichenlaub, das Distinguished Flying Cross mit zweifachem Eichenlaub, den Bronze Star mit Tapferkeitsauszeichnung und zweifachem Eichenlaub, die Air Medal mit Tapferkeitsauszeichnung, die Army Commendation Medal mit Eichenlaub, sowie verschiedene ausländische Auszeichnungen u. a. von Frankreich, Japan, Italien, Peru, Kolumbien, Korea und Deutschland. Zudem hat Rogers folgende Ehrendoktortitel: Dr. jur. der Boston University, Dr. jur. der University of Akron (Ohio) sowie einen Ehrendoktor in Zivilrecht der University of Oxford.
Auswahl der Dekorationen, sortiert in Anlehnung der Order of Precedence of the Military Awards:
- Distinguished Service Cross
- Defense Distinguished Service Medal
- Silver Star
- Legion of Merit (4 ×)
- Distinguished Flying Cross (3 ×)
- Bronze Star (2 ×)
- Air Medal
- Army Commendation Medal (2 ×)
- Verdienstorden der Bundesrepublik Deutschland (Ausprägung unbekannt)